# Port Royale
Port Royale ist eine Reihe strategischer Wirtschaftssimulationen. Der erste Teil wurde 2002 vom Verleger Ascaron unter dem Titel Port Royale: Gold, Macht und Kanonen herausgebracht.
Seit 2004 gibt es den Nachfolger Port Royale 2, bei dem sich das Grundprinzip des Spiels nicht geändert hat. Die neue Version bietet jedoch keinen Mehrspielermodus mehr. Außerdem werden keine Grenzen bei der Expansion des Unternehmens mehr gesetzt.
Am 2. August 2011 kündigte der Publisher Kalypso Media per Pressemitteilung an, sich die Rechte an der Port-Royale-Serie gesichert sowie die Entwicklung des dritten Teils der Serie bereits begonnen zu haben. Der dritte Teil der Serie mit dem Titel Port Royale 3 erschien am 4. Mai 2012 für den PC. Die Xbox-360- und PS3-Versionen erschienen am 31. August 2012.
Am 25. September 2020 wurde Port Royale 4 ebenfalls von Kalypso Media veröffentlicht.

## Port Royale: Gold, Macht und Kanonen
Port Royale erschien 2002 für Windows und spielt zwischen dem 16. und 17. Jahrhundert in der Neuen Welt. Der Spieler muss vor Beginn seine Nation wählen, möglich sind England, Frankreich, Holland oder Spanien. Durch geschickten Handel, Piraterie oder dem erfolgreichen Ausführen von Aufträgen und Missionen wird Geld verdient. Zusätzlich kann der Spieler in Städten Produktionsanlagen wie Webereien oder Rumbrennereien und Plantagen zur Erzeugung von etwa Getreide, Farbstoffen oder Kakao errichten.
Hierbei ist zu beachten, dass es fünf verschiedene Arten von Gütern gibt, je größer eine Stadt wird, umso mehr verschiedene Waren benötigt sie. Die fünf verschiedenen Warentypen sind: Grundwaren, Rohstoffe, Fertigwaren, Kolonialwaren und Importwaren. Der Handel, das Erfüllen von Aufträgen und Seeschlachten mit Piraten oder verfeindeten Nationen bringen dem Spieler Erfahrungspunkte, die sich auf seinen gesellschaftlichen Rang auswirken. Man beginnt das Spiel als Gehilfe und steigt dann über mehrere Stufen (u. a. Matrose, Seemann) zum Gouverneur einer Stadt seiner Nation auf.

## Piraten – Herrscher der Karibik
Piraten ist eine 2003 erschienene Umsetzung des MicroProse-Klassikers Pirates! mit der Spielengine von Port Royale. Bei dieser Spielvariante treten die wirtschaftlichen Aspekte in den Hintergrund, stattdessen konzentriert es sich auf die militärischen: Wie beim alten Pirates! ist es Ziel des Spiels, feindliche Schiffe zu kapern, Beute zu machen, diese aufzuteilen, Schätze auszugraben und die schönste Gouverneurstochter zu heiraten.

## Port Royale 2
Port Royale 2 hat ein ähnliches Spielprinzip wie sein Vorgänger. Es versetzt einen an den Beginn des 17. Jahrhunderts, als die großen Kolonialmächte um die Vorherrschaft in der Karibik kämpften und Städte in kurzer Zeit sehr groß – und auch sehr klein – werden konnten. Man übernimmt dabei die Rolle eines noch unerfahrenen Abenteurers, der es sich zum Ziel gemacht hat, ein Unternehmen aufzubauen. Man kann zwischen den Städten mit seinem Schiff handeln, eigene Produktionen errichten, Aufträge und Missionen verschiedener Personen annehmen, Kaperfahrten durchführen und Städte sowohl plündern als auch annektieren. 
Es ist möglich, bis zu 100 Konvois befehligen und in allen Städten eine eigene Produktion aufbauen. Mit Gold kann man Betriebe anderer ansässiger Händler aufkaufen. Dies kann bis zu einem Produktionsmonopol für die gesamte Karibik führen. Man kann Besitzer einer eigenen Stadt werden, indem man für den Vizekönig einer der vier Nationen Städte feindlicher Nationen annektiert und dafür als Gegenleistung Landgeschenke erhält. Dies hat Einfluss auf das Spielgeschehen, beispielsweise kann man bei einer Nation derart in Ungnade fallen, dass diese mit ihren Militärschiffen Jagd auf den Spieler macht.

## Port Royale 3
Port Royale 3 wurde von Gaming Minds entwickelt; Verleger war nun Kalypso Media. Das Spiel ähnelt sowohl seinen Vorgängern als auch dem Spiel Patrizier IV, ebenfalls von Kalypso Media veröffentlicht. Die PC-Version wurde am 4. Mai 2012 veröffentlicht; die Versionen für Xbox 360 und PlayStation 3 am 31. August 2012. Ähnlich wie in Port Royale und auch Patrizier 2 ist ein Mehrspielermodus integriert. Dieser erlaubt es bis zu vier Spielern direkt gegeneinander anzutreten.

## Port Royale 4
Port Royale 4 erschien am 25. September 2020 für PC, Nintendo Switch, Xbox One und PlayStation 4. Es wurde abermals von Gaming Minds entwickelt und von Kalypso Media vertrieben.

## Rezeption
| Spiel                                | Metacritic  |
| ------------------------------------ | ----------- |
| Port Royale: Gold, Macht und Kanonen | 79/100      |
| Port Royale 2                        | 75/100      |
| Port Royale 3                        | 54/100 (PC) |
| Port Royale 4                        | 68/100 (PC) |

Port Royale war international erfolgreicher als die verwandte Der-Patrizier-Serie, kam jedoch bei dem heimischen Publikum schlechter an.